# ヌフ＝ブリザック
ヌフ＝ブリザック （フランス語:Neuf-Brisach、ドイツ語:Neubreisach ノイブライザッハ）は、フランス、グラン・テスト地域圏オー＝ラン県にある城郭都市である。2008年、「ヴォーバンの防衛施設群」の1つとしてユネスコの世界遺産に登録された。

## 地理
アルザスの平原に広がるヌフ＝ブリザックは、対ドイツ国境となっているライン川にかかる橋から西に3.5kmの距離にある自治都市（コミューン）であり、かつては地域の防衛拠点であった。対岸にはドイツの町ブライザッハ・アム・マインがある。ヌフ＝ブリザックの近隣には従属する幾つかのコミューンがある。東にはライン川までの領域を占めるコミューンであるフォルゲルスハイムの市街があり、西にはコルマール方面路線沿いのヴォルフガンツェン、北にはビースハイム、南にはヴェコルスハイムといった農村地帯のコミューンがそれぞれ隣接する。

## 交通
ヌフ=ブリザックにはコルマールへ通じるA35のほか、複数の県道が接続している。コルマールやフライブルクとの間をバスが運行し、TGVの駅がコルマールにある。

## 歴史

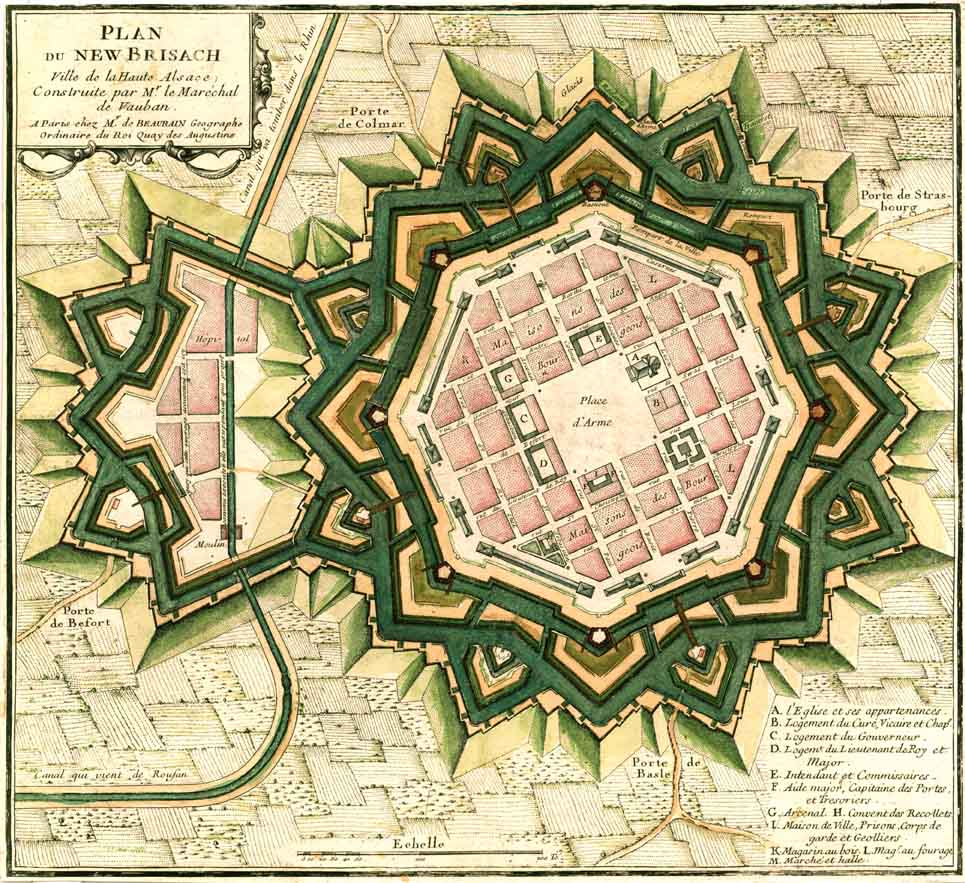
ヴォーバンによるヌフ＝ブリザック都市図

1697年、デン・ハーグ郊外のレイスウェイクで結ばれたレイスウェイク条約によって、ルイ14世とアウクスブルク同盟諸国の間の大同盟戦争が終結、フランスはライン川右岸のドイツ側にあったブライザッハの要塞を失った。ルイ14世はこの要塞の損失により生じたストラスブールとミュルーズの間の防衛上の空白を埋めるため、ブライザッハの対岸であるフランス側に新たに防衛都市を築くことにし、ヴォーバンとジャック・タラドに検討させた。それが、ヌフ＝ブリザック（ノイ・ブライザッハ、新ブライザッハ）である。
ルイ14世は3つの計画原案の中から八角形の要塞を選択し、1698年10月18日に布石が置かれ工事が始まった。建設に必要な砂岩を運搬するため、ヴォージュ山地までの運河が特別に開削された。新市街の要塞化は1702年に完成した。1731年10月にはサン＝ルイ教会が起工、1736年に完成した。市庁舎は1758年に完成した。
1743年、要塞はハプスブルク家の攻撃に耐えたが、以来この要塞は欧州史に名を残す役割を果たしたことがなく、これは地元史においても同じである。1870年、5500人の防衛要員を擁するヌフ＝ブリザックはドイツ軍に攻囲された。要塞はひどく破壊され、軍事的に意味を失ったにもかかわらず（1871年に国境はヴォージュ山地に移った）再構築された。城壁によって外縁を囲まれているため、市街は外部へ拡大することがなかったが、鉄道を敷設するため城壁の一部が撤去された。1992年、要塞にあった駐屯地は廃止された。
新都市であるヌフ＝ブリザックの要塞は、ヴォーバンによる要塞設計の第3世代にあたり、その軍事建設事業の到達点である。町は過去2世紀にわたって砲撃を受けたものの、現在では復元され、2008年、ヴォーバンによる代表的な12の要塞群の1つとして、世界遺産に登録された。

## 人口統計
| 1962年 | 1968年 | 1975年 | 1982年 | 1990年 | 1999年 | 2006年 | 2011年 |
| ------ | ------ | ------ | ------ | ------ | ------ | ------ | ------ |
| 2127   | 2580   | 2579   | 2205   | 2092   | 2197   | 2185   | 2020   |

参照元:1999年までEHESS、2004年以降INSEE